# Kanton Algrange
Kanton Algrange (fr. Canton d'Algrange) je francouzský kanton v departementu Moselle v regionu Grand Est. Tvoří ho 16 obcí. Před reformou kantonů 2014 ho tvořily čtyři obce.

## Obce kantonu
od roku 2015:
- Algrange
- Angevillers
- Audun-le-Tiche
- Aumetz
- Boulange
- Fontoy
- Havange
- Knutange
- Lommerange
- Neufchef
- Nilvange
- Ottange
- Rédange
- Rochonvillers
- Russange
- Tressange

před rokem 2015:
- Algrange
- Knutange
- Neufchef
- Nilvange